# (99824) Polnareff
(99824) Polnareff est un astéroïde de la ceinture principale.

## Description
(99824) Polnareff est un astéroïde de la ceinture principale. Il fut découvert le 29 juin 2002 par l'astronome suisse Michel Ory à Vicques. Il présente une orbite caractérisée par un demi-grand axe de 2,767 UA, une excentricité de 0,054 et une inclinaison de 11,75° par rapport à l'écliptique.
Il fut nommé en l'honneur du chanteur et musicien français Michel Polnareff, populaire depuis l'enregistrement de sa chanson La Poupée qui fait non en 1966.

## Compléments